# Hefenhofen
Hefenhofen é uma comuna da Suíça, no Cantão Turgóvia, com cerca de 1.155 habitantes. Estende-se por uma área de 6,1 km², de densidade populacional de 189 hab/km². Confina com as seguintes comunas: Amriswil, Dozwil, Kesswil, Romanshorn, Salmsach, Sommeri, Uttwil.
A língua oficial nesta comuna é o Alemão.